# Lussekatt

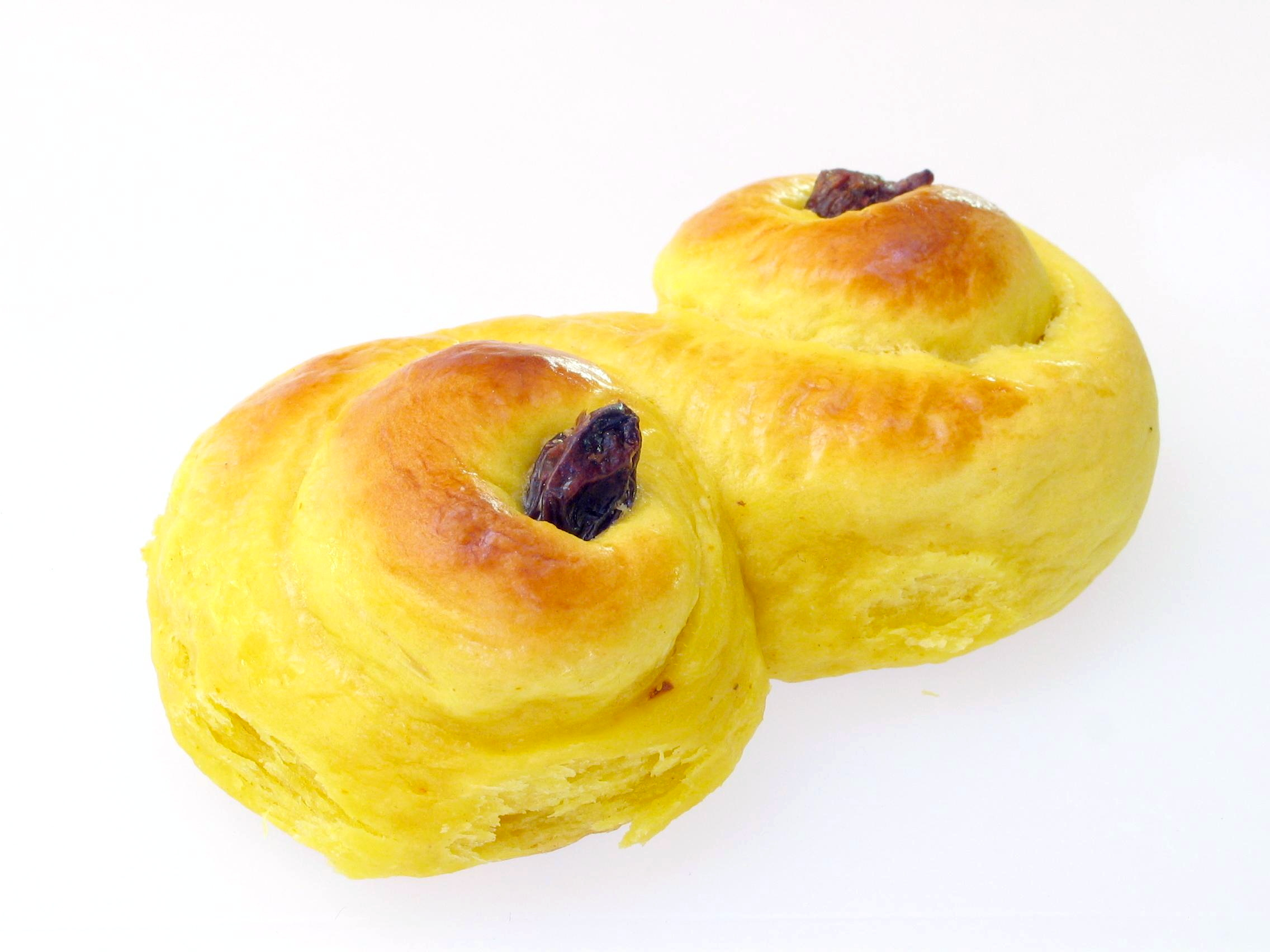
Lussekatt tradicional, decorado con pasas

El lussekatt (plural lussekatter, literalmente ‘gatos de Lucía’, por santa Lucía) o pan de azafrán, también llamado julkuse, es un tradicional dulce navideño sueco con un característico color amarillo debido al azafrán que contiene. Se preparan tradicionalmente por la fiesta de santa Lucía, que en Suecia es una festividad importante celebrada el 13 de diciembre. El lussekatt se suele tomar acompañado de café o glögg (vino caliente especiado).
Los lussekatter vienen con muchas formas diferentes. En la forma tradicional y más común, llamada julgalten, la tira de masa se trenza en direcciones opuestas en cada extremo, de forma parecida a una «S». En el centro de cada rosca se pone una uva pasa. Si dos lussekatter se colocan uno junto al otro, se llaman julvagn (‘coche de Navidad’), y dispuestos en forma de cruz se denominan julkors (‘cruz de Navidad’). Otras formas son lindebarn, kyrkporten, prästens hår o såkaka.
- Datos: Q260929
- Multimedia: Lussekatter / Q260929